# Pär Holmgren
Pär Anders Holmgren (ur. 24 października 1964 w Gävle) – szwedzki meteorolog, prezenter telewizyjny, publicysta i polityk, poseł do Parlamentu Europejskiego IX i X kadencji.

## Życiorys
Ukończył studia na Uniwersytecie w Uppsali. Od końca lat 80. przez około dwadzieścia lat zawodowo związany z publicznym nadawcą telewizyjnym Sveriges Television, pracował tam jako meteorolog i prezenter pogody. Zajął się również pracą dydaktyczną oraz pisaniem książek. Autor m.in. Meteorologernas väderbok (za którą był nominowany do Nagrody Augusta), Barn frågar om klimatet oraz Det minsta vi kan göra är så mycket som möjligt. Brał udział w tworzeniu filmów dokumentalnych dla TV4. W latach 2008–2017 był członkiem zarządu Szwedzkiego Instytutu Meteorologii i Hydrologii.
Od końca lat 90. aktywny uczestnik debaty publicznej poświęconej zmianie klimatu, której poświęcił część swoich publikacji. Zaangażował się także w działalność polityczną, znajdując się na liście kandydatów Partii Zielonych w wyborach europejskich w 2019. W ich wyniku uzyskał mandat posła do Parlamentu Europejskiego IX kadencji. Z powodzeniem ubiegał się o poselską reelekcję w 2024.
Wyróżniony tytułem doktora honoris causa przez Uniwersytet w Uppsali.